# UBSC Raiffeisen Graz
El UBSC Raiffeisen Graz es un club austríaco de baloncesto profesional de la ciudad de Graz que compite en la Admiral Basketball Bundesliga, la máxima categoría del baloncesto austríaco. Disputa sus encuentros como local en el Unionhalle Graz, con capacidad para 600 espectadores.

## Nombres
- UBSC PBS (hasta 2009)
- UBSC Raiffeisen (2009)

## Trayectoria
| Temporada | Nivel | Liga | Pos. | Copa de Austria  |
| --------- | ----- | ---- | ---- | ---------------- |
| 2008–09   | 1     | ÖBL  | 11º  |                  |
| 2009–10   | 1     | ÖBL  | 12º  |                  |
| 2010–11   | 1     | ÖBL  | 8º   |                  |
| 2011–12   | 1     | ÖBL  | 10º  | Finalista        |
| 2012–13   | 1     | ÖBL  | 9º   | Octavos de final |
| 2013–14   | 1     | ÖBL  | 10º  | Octavos de final |
| 2014–15   | 1     | ÖBL  | 10º  | Cuartos de final |
| 2015–16   | 1     | ÖBL  | 9º   | Octavos de final |
| 2016–17   | 1     | ÖBL  | 8º   | Cuartos de final |
| 2017–18   | 1     | ÖBL  | 9º   | Octavos de final |
| 2018–19   | 1     | ÖBL  | 9º   | -                |
| 2019–20   | 1     | ÖBL  | 8º*  | -                |
| 2020–21   | 1     | ÖBL  | 8º   | -                |
| 2021–22   | 1     | ÖBL  | 4º   | -                |

*Temporada cancelada debido a la pandemia de Covid-19

## Palmarés
- Copa de baloncesto de Austria
  - Subcampeón: 2012

## Jugadores destacados
| - Georg Florian - Thomas Knor - Moritz Lanegger - Steffen Leitgeb - Anton Maresch - Bernhard Weber - Edvin Brkic - Ivica Markovic - Miljan Markovic - Alem Razic - Jasmin Salihovic - Adi Terzic - Vítor Gonçalves - Matko Brlobus - Tomislav Galekovic - Andrijo Jelavic - Robert Jerkovic - Petar Jurcevic | - Andre Knego - Marko Moric - Djuro Simon - Milan Stegnjaic - Luka Topic - Ivan Zrilic - Andrés Jiménez - Leo Schneider - Gabor Barlai - Silverstru Vlad Alexandru - Robert Abramovic - Blaz Cresnar - Samo Grum - Ervin Kanlic - Dragan Miletic - Jasmin Trifunovic - Zivko Misiraca - Mladen Soskic | - Jovan Torbica - Dusan Virijevic - Marcus Allen - Tim Ambrose - Jeron Belin - Charles Bronson - Michael Dale - Cliff Dixon - Jason Forrestal - Louis Graham - Bryan Grier - Anthony Hill - Julian Mascoll - Stacey Nolan - Jeff Parris - C.J.Pigford - Brandon Powell - Nicholas Rhodes | - Nolan Richardson - Rekalin Sims - Lincoln Smith - Brett Thompson - Chris Vanlandingham - Bruce Zabukovec - Brendan Lenane - Adnan Bajramovic - Emir Mujcinovic - Damir Zeleznik - Esmir Rizvic - Kristijan Maric - Vladimir Rizman - Mihajlo Pesic - Mirko Bajrektarevic - Veljco Obradovic - Zaki Ise Mohamed |